# Tomb of the Mask
Tomb of the Mask — компьютерная игра в жанре аркады, разработанная компаниями Playgendary и Happymagenta, выпущенная 9 февраля 2016 года на iOS. Версии для Android и Nintendo Switch вышли 19 июня 2018 года и 27 декабря 2021 года соответственно.

## Игровой процесс

Игровой процесс аркадного режима Tomb of the Mask

Tomb of the Mask — аркадная игра, выполненная в ретро-стиле. В ней игроки перемещаются в четырёх направлениях, стараясь избегать препятствия и пытаясь собирать точки, монеты. При передвижении персонаж продолжает двигаться, пока не упрётся в стену.
Среди препятствий присутствуют стрелы, шипы. Некоторые преграды требуют быстрой реакции игрока, например уклониться от летучих мышей, или прокрасться мимо рыбы-фугу, прежде чем она надуется. Персонаж собирает бонусы, которые дают ему временные преимущества, например замораживание врагов на их месте или магнит для быстрого сбора монет и точек. Валюту можно тратить на покупку масок, дающих постоянные бонусы. Количество собранных точек влияет на количество звёзд, максимально за уровень можно получить три.
В аркадном режиме игра бесконечна. Чем выше персонаж, тем сложнее становятся препятствия и враги. В нижней части экрана поднимается стена смерти, которая убивает игрока при достижении.

## Отзывы критиков
| Сводный рейтинг       | Сводный рейтинг |
| Агрегатор             | Оценка          |
| --------------------- | --------------- |
| Metacritic            | 80/100          |
| Иноязычные издания    |                 |
| Издание               | Оценка          |
| Gamezebo              | [ 1 ]           |
| TouchArcade           | [ 5 ]           |
| Multiplayer.it        | 7,2/10          |
| Pocket Gamer UK       | [ 7 ]           |
| Русскоязычные издания |                 |
| Издание               | Оценка          |
| «Игры Mail.ru»        | 8/10            |

Tomb of the Mask получила положительные оценки от критиков, согласно агрегатору рецензий Metacritic. Крис Картер из TouchArcade отмечает, что игра «ещё раз демонстрирует, насколько глубоким может быть сенсорное управление». Другой обзорщик этого же издания, Роб Фаннелл, написал, что «уровни в Tomb of the Mask всегда способны проверить ваши рефлексы, а также стратегическое мышление, поскольку для получения трёх звёзд на каждом уровне потребуется выбрать наиболее эффективный путь». Портал Игры Mail.ru назвал игру «отличной разминкой для пальцев», но отметил, что «пиксель-арт — на любителя. Из более существенных минусов — лабиринт (да и герой) весьма ограничены в возможностях. Сложность растёт, но процесс не меняется». В заключении своего обзора Джим Сквайрс из Gamezebo написал: «Tomb of the Mask — игра на точность и сообразительность. Она безумная, но остаётся доступной. Любой может добиться прогресса, но когда начинается паника из-за того, что горячая лава кусает за пятки, а вы останавливаетесь, пытаясь найти правильный путь, даже лучшие игроки могут попасть впросак».